# Ochota (Varšava)
Ochota je městská čtvrť Varšavy ve střední části města. Má rozlohu 9,7 km² a žije zde přibližně 80 000 obyvatel, což z ní činí plošně třetí nejmenší a druhý nejhustěji osídlený městský obvod z celkového počtu 18 obvodů, na které byla Varšava administrativně rozdělena v roce 2002. 
Na území Ochoty se nachází např. univerzitní kampus Varšavské univerzity či Polská národní knihovna.
Název obvodu pochází od stejnojmenné hospody postavené v roce 1831.
Největší sídliště jsou:
- Kolonia Lubeckiego
- Kolonia Staszica
- Filtry
- Rakowiec
- Szosa Krakowska
- Szczęśliwice
- Osiedle Oaza

## Galerie

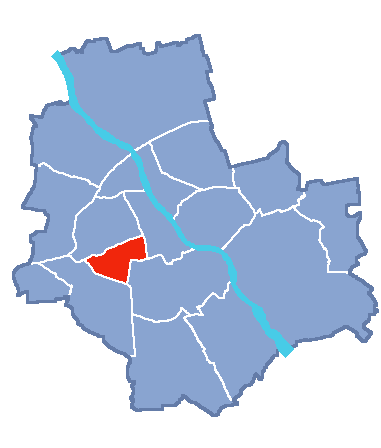
Poloha obvodu ve Varšavě
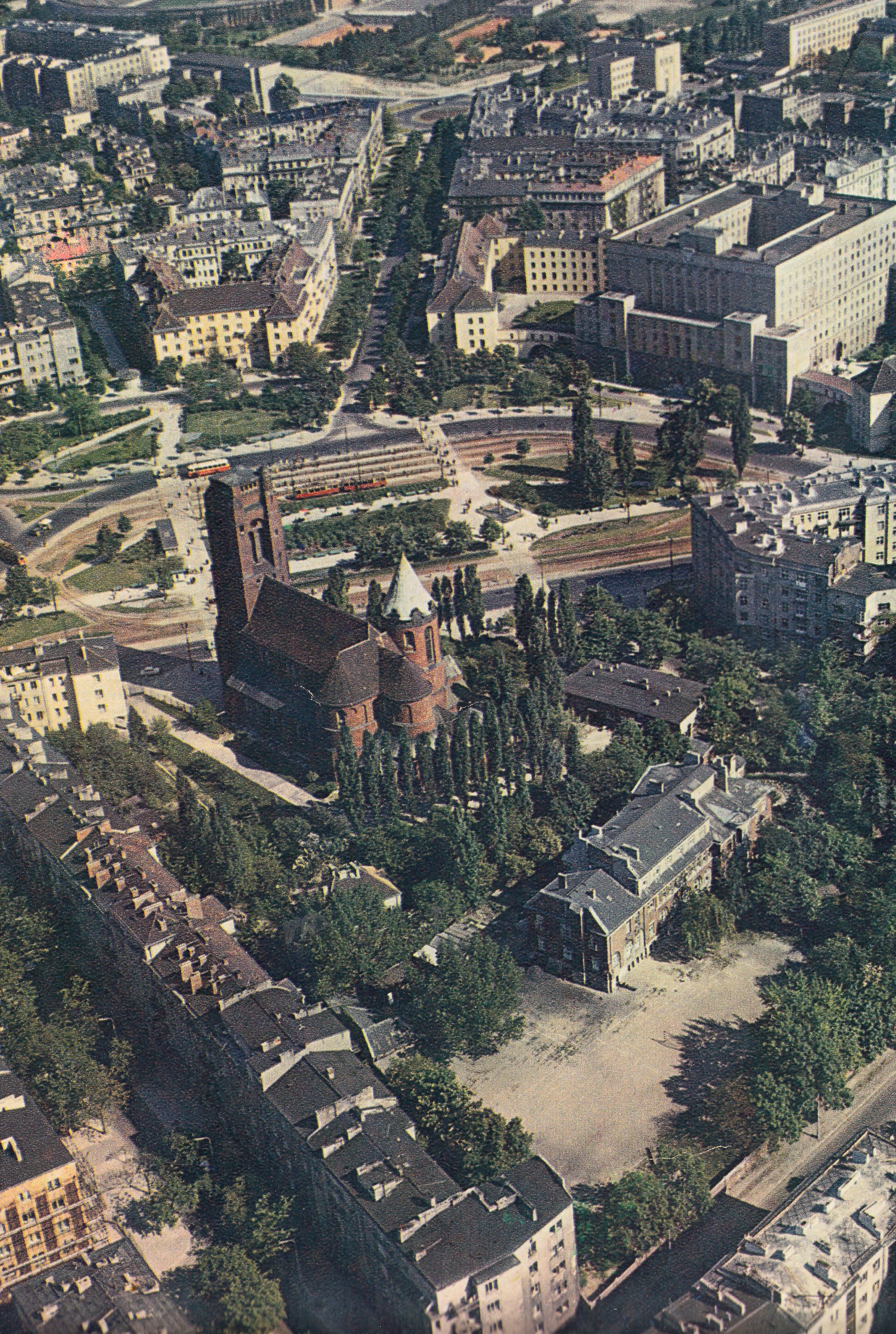
Letecký pohled na obvod v roce 1965
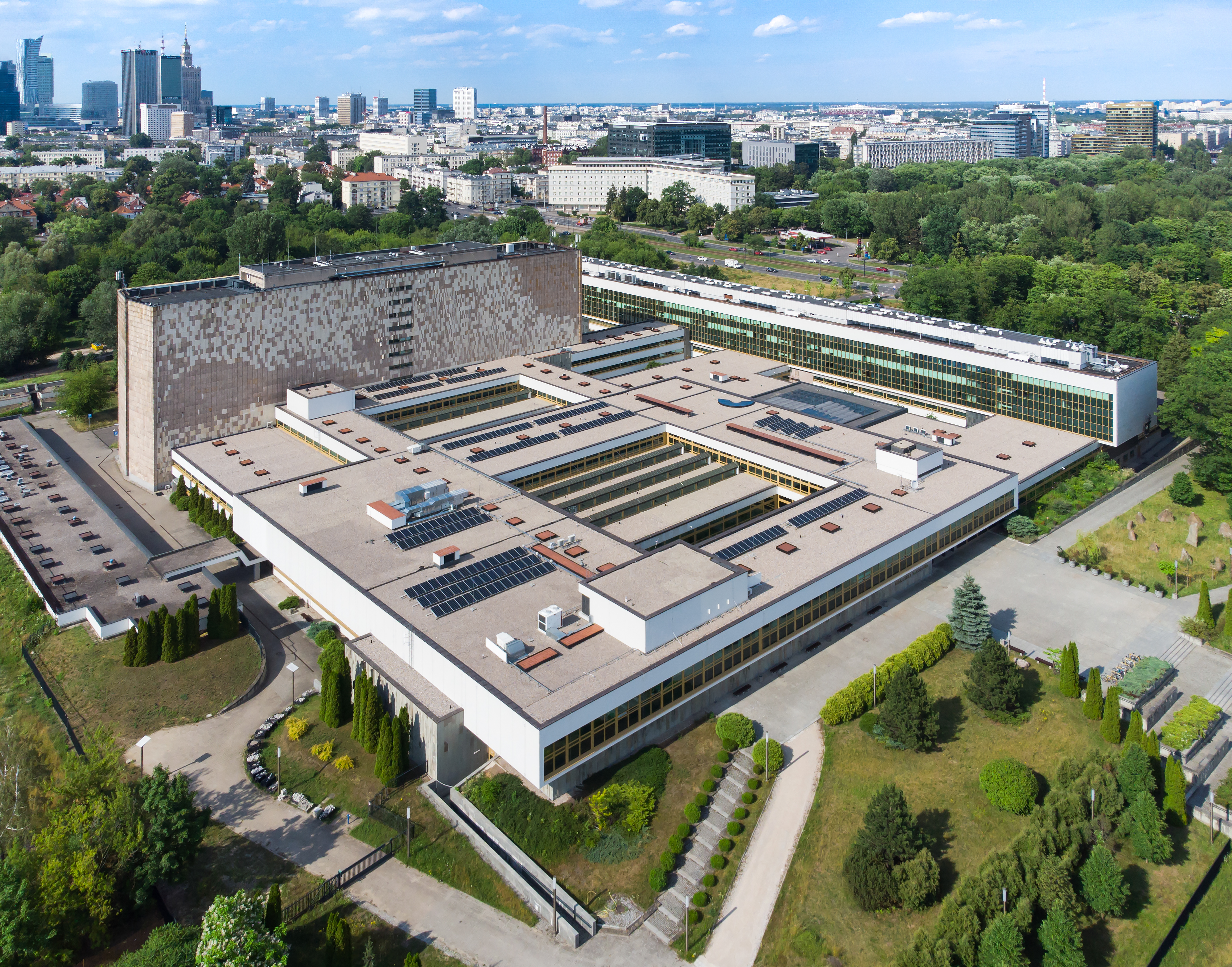
Polská národní knihovna
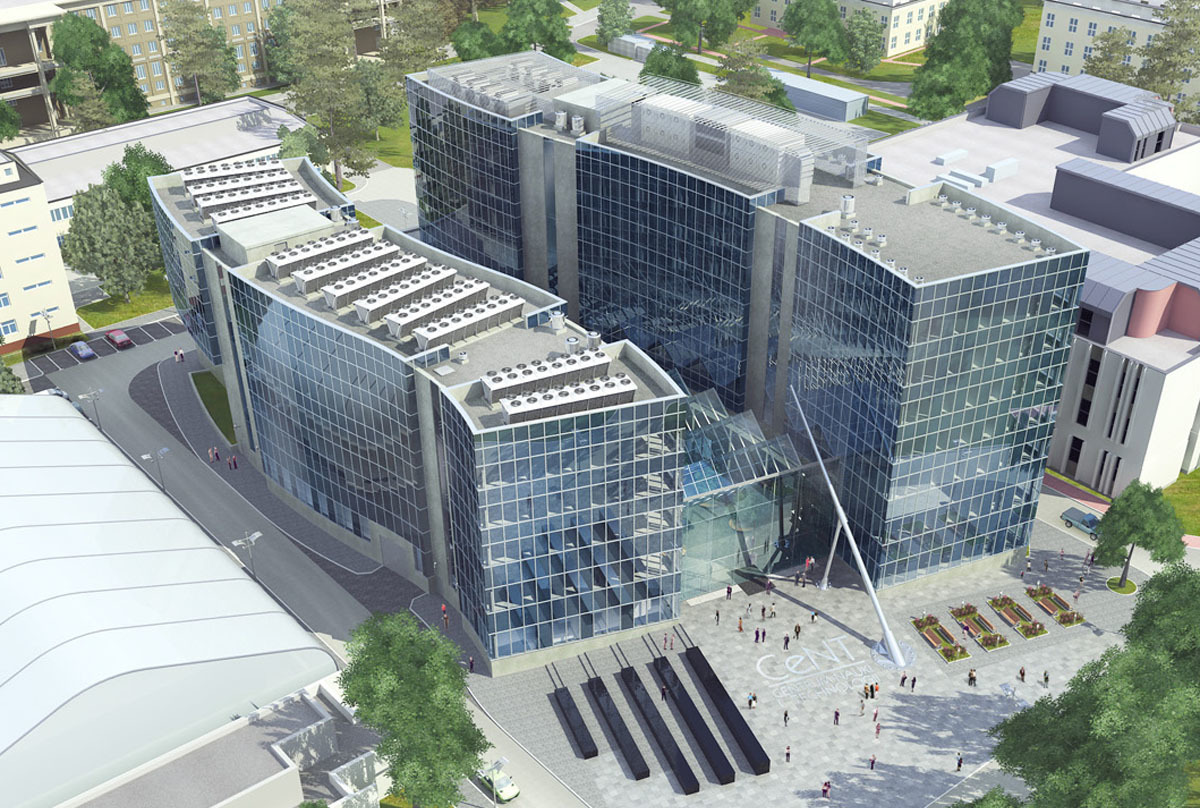
Centrum nových technologií Varšavské univerzity
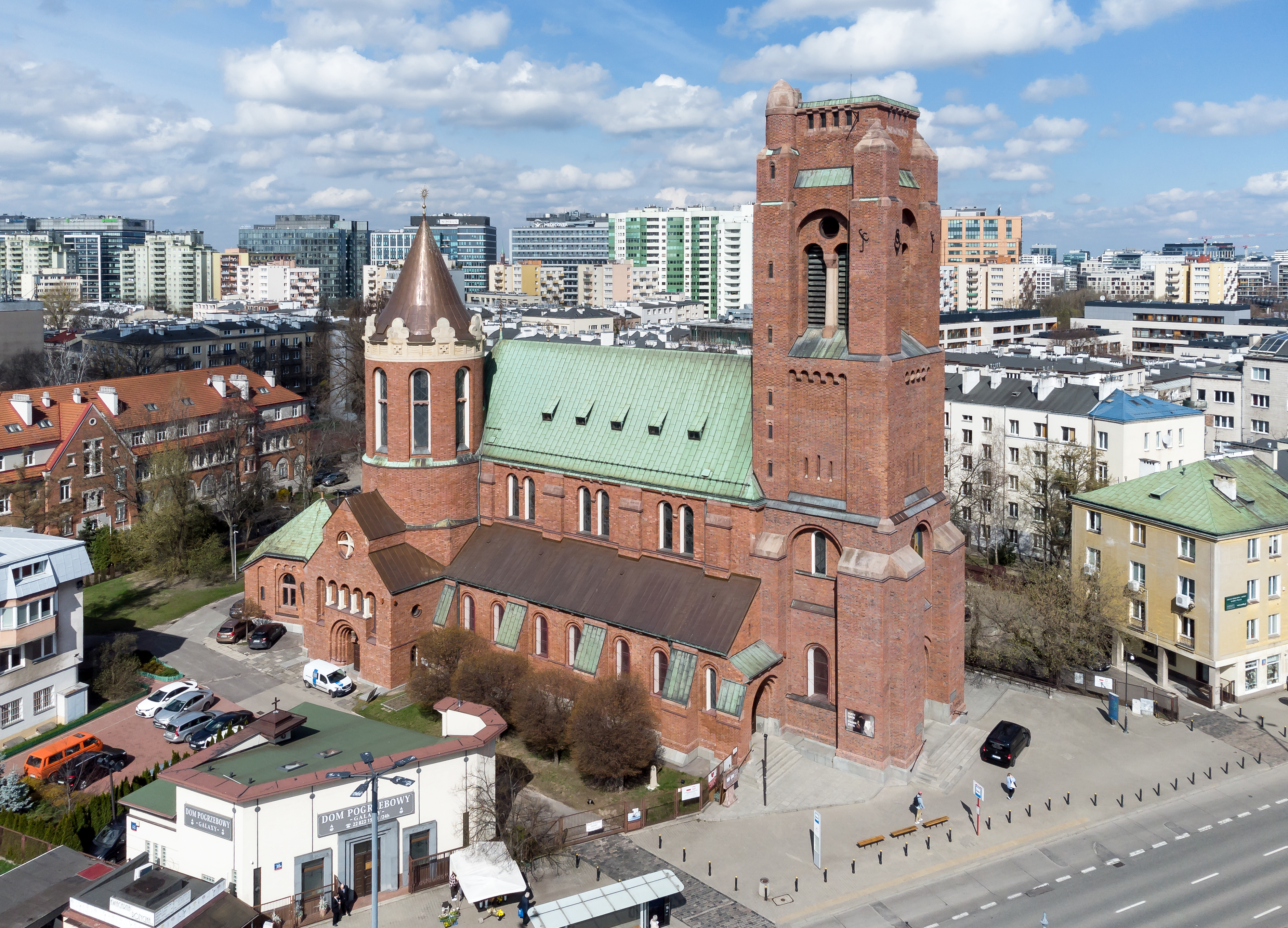
Kostel Neposkvrněného početí Panny Marie
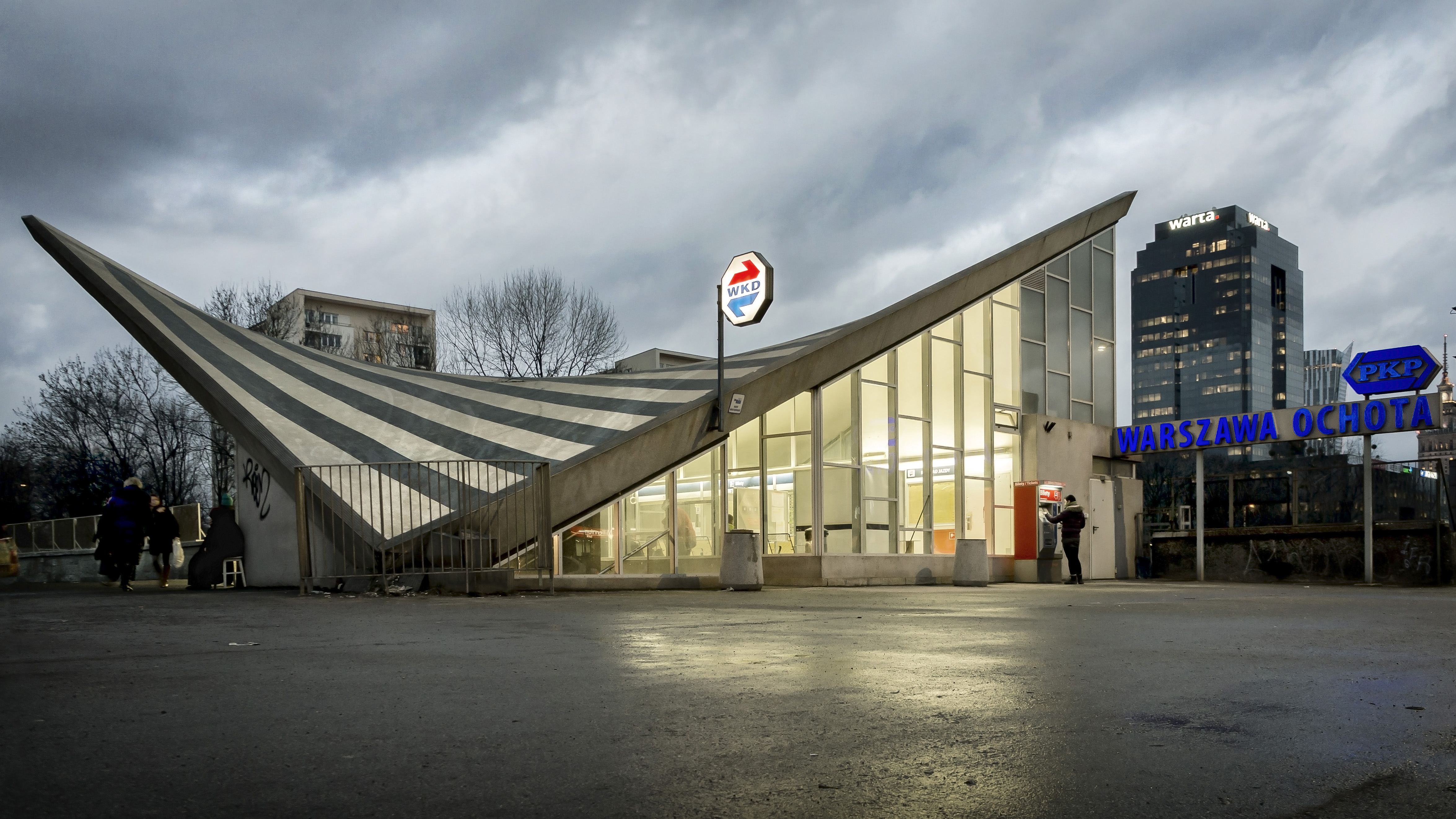
Regionální železniční stanice Varšava Ochota
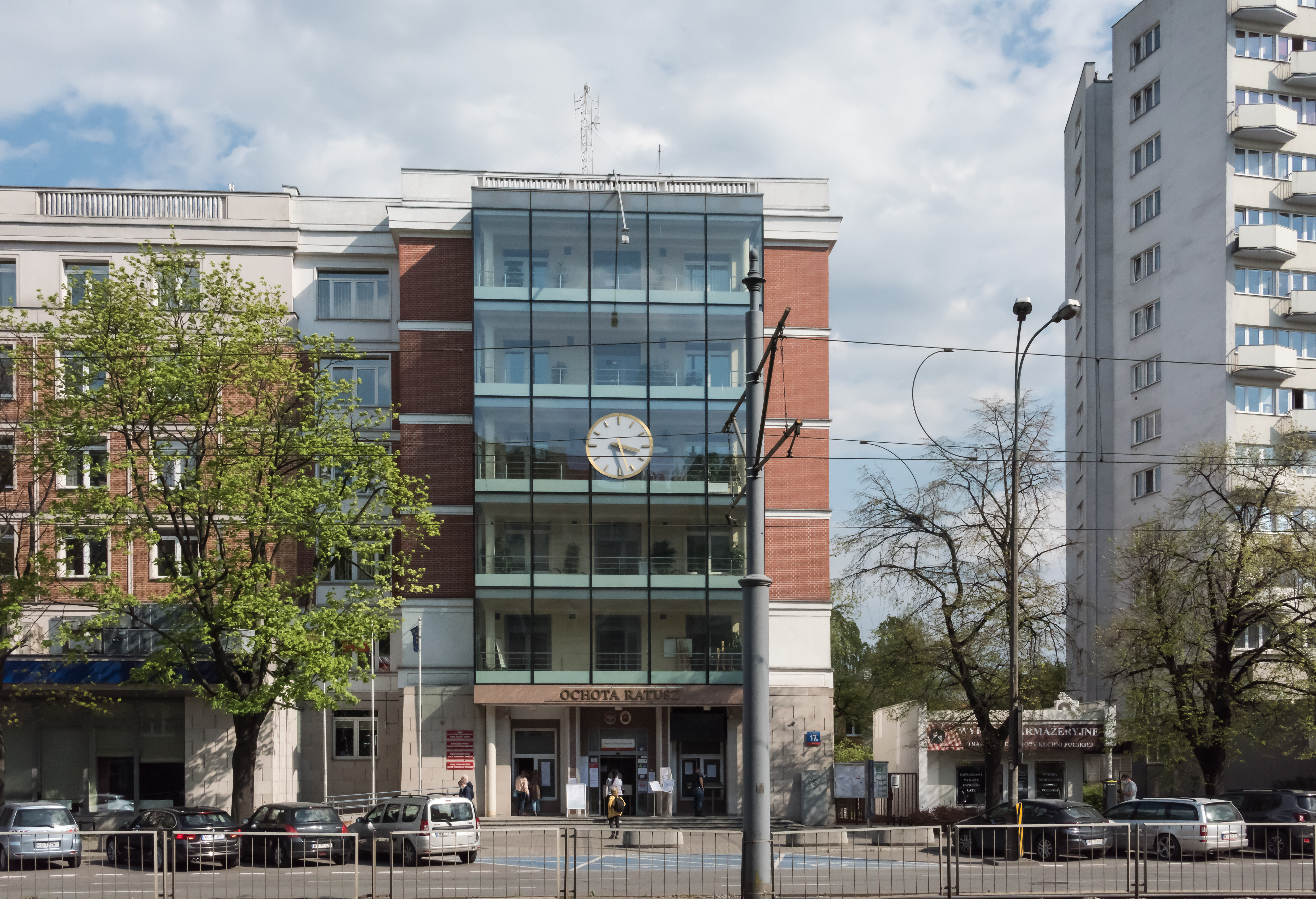
Radnice městského obvodu
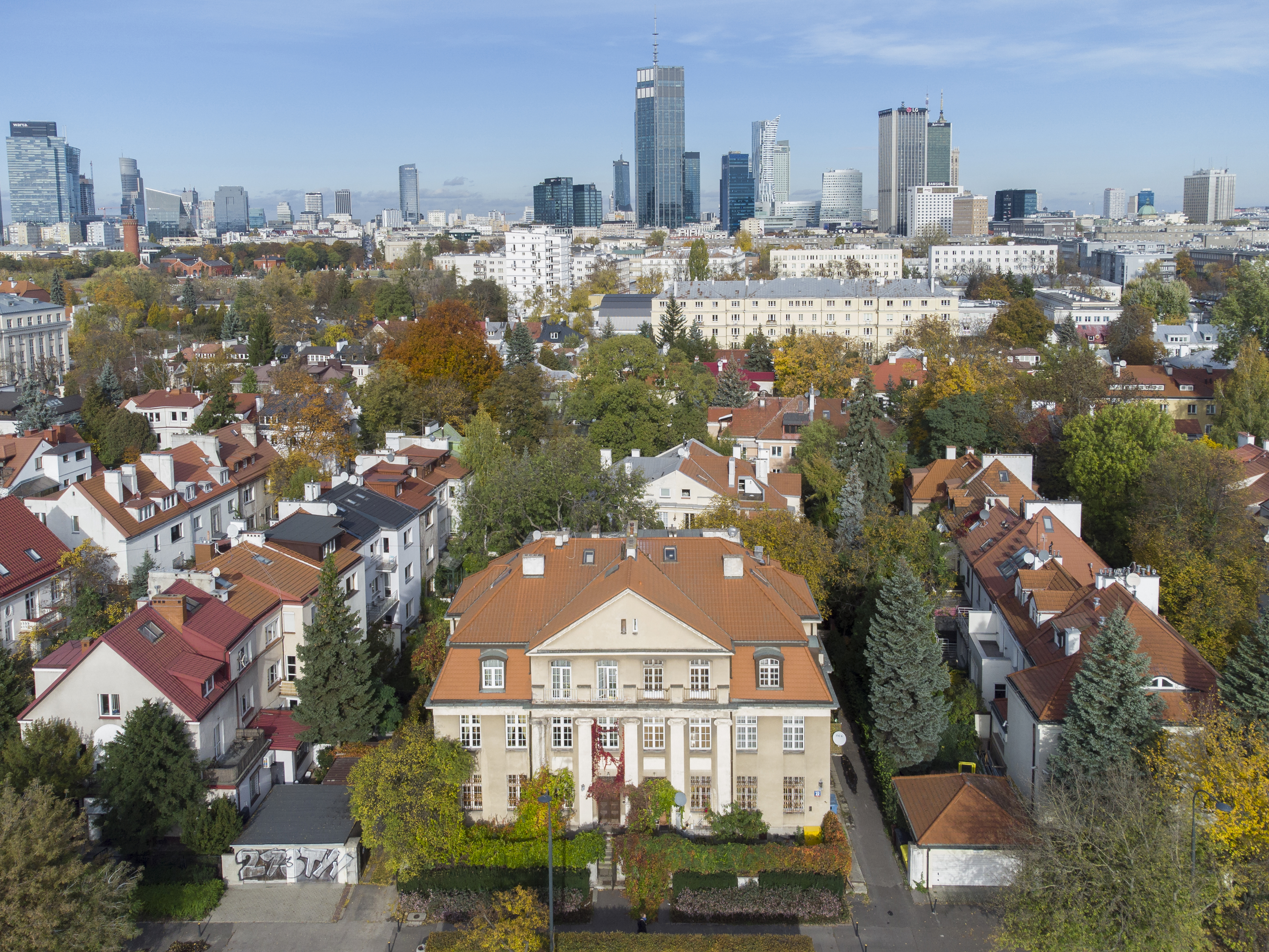
Kolonie Staszica – sídliště cca 100 vil a vícepodlažních budov postavené v letech 1922–1926